# Serra Riccò
Serra Riccò – miejscowość i gmina we Włoszech, w regionie Liguria, w prowincji Genua.
Według danych na rok 2004 gminę zamieszkiwały 7862 osoby, 302,4 os./km².